# 天主教果亞暨達曼總教區
天主教果亞暨達曼總教區（拉丁語：Archidiœcesis Goanus et Damanensis），又稱天主教東印度宗主教區（拉丁語：Archidiœcesis Indiarum Orientalium），是印度果阿舊城為中心的一個宗主教區。

## 概況
1533年1月31日，成立果亞教區。1558年2月4日，升格為果亞總教區。1928年5月1日，更名為果亞暨達曼總教區，下轄辛杜杜爾格教區。總教區管轄範圍包括果阿邦、達曼-第烏和达德拉-纳加尔哈维利。2009年有教友682,200人，佔當地總人口的31%、172個堂區、738名司鐸、503名修士和1,073名修女。現任總主教為斐理伯·內利·費勞。

## 歷史
十五世紀，葡萄牙帝國印度成立殖民地，並在亞洲遠東地區進行。在1533年1月31日，聖座從葡萄牙豐沙爾總教區分出果亞教區和佛得角聖地牙哥教區。果亞教區負責管轄在印度和遠東地區。
1558年2月4日，果亞教區升格為果亞總教區，並分設在葡屬印度的柯枝教區和在葡屬馬六甲的馬六甲教區。先後在1637年和1886年9月1日分出伊達爾坎未座代牧區和達曼教區。
1886年1月23日，時任教宗良十三世賜了該教區的總主教「東印度宗主教」的名銜。1928年5月1日，果亞總教區與達曼教區合併組成果亞暨達曼總教區。1953年9月19日，再分出成立貝爾高姆教區。1976年至2006年期間，曾被落格為果亞暨達曼教區。